# Museo nazionale d'arte dell'Azerbaigian
Il Museo nazionale d'arte dell'Azerbaigian (in azero Azərbaycan Milli İncəsənət Muzeyi) è il più grande museo d'arte dell'Azerbaigian, sito a Baku. È stato fondato nel 1936 e, nel 1943, intitolato alla memoria di Rustam Mustafayev, designer scenico e artista teatrale. Il museo consiste in due palazzi del XX secolo situati uno accanto all'altro. Il museo presenta una collezioni di più di 15.000 opere d'arte.

## Storia
Nel 1936, il Consiglio dei commissari del popolo dell'Azerbaigian SSR decise di separare il dipartimento d'arte dal Museo statale dell'Azerbaigian e di organizzarlo come museo indipendente. Le spedizioni fornirono al museo i primi reperti. Inoltre, vennero acquistati altri reperti. La cerimonia di apertura della prima mostra del museo fu organizzata nel 1937 e, nel 1951, l'edificio del museo fu sostituito con il palazzo De Bour in stile barocco costruito alla fine del XIX secolo.
Nel 2006, l'edificio è stato completamente ricostruito e l'apertura di una nuova mostra ha avuto luogo nel 2009. Nel 2011, il museo è stato dichiarato primo standard nazionale e poi europeo (EUMS), soddisfando gli standard e i criteri internazionali; ciò è stato deciso all'unanimità dal Consiglio di amministrazione della Camera economica europea per il commercio, il commercio e l'industria - GEIE - con sede a Bruxelles.
Ci sono circa 9000 libri e monografie scientifiche, cataloghi, album e altra letteratura professionale nella biblioteca del museo. C'è anche una raccolta di libri rari di vecchie pubblicazioni.
Le opere conservate nella collezione del Museo Nazionale d'Arte dell'Azerbaigian includono antiche opere d'arte che risalgono al IV secolo a.C. Ciotole di ceramica decorate con ornamenti arcaici trovati in Naxçıvan, Mingəçevir, Füzuli e Khanlar (ora Göygöl); lampade decorative e piastrelle smaltate del periodo Seljuk; parti dei fregi del castello di Bayil del XIII secolo; Casse del XIV-XVIII secolo rinvenute ad Absheron e Shamakhi; bei manoscritti sui libri del Corano e del XVI secolo sull'astrologia; miniature originali Tabriz del XVII e XVIII secolo a tempera, acqua dorata e acquerello; opere dei celebri artisti Mir Mohsun Navvab, Mirza Qadim Irevani, Usta Qambar Qarabaghini, dei primi artisti professionisti in Azerbaigian e dei contemporanei; oggetti artistici in metallo del XVI e XVII secolo e campioni di tessuti originali, ricami, costumi nazionali, tappeti e gioielli del XVIII e XX secolo. Inoltre, la collezione dei tesori nazionali, gli esempi di arti figurative, belle e grafiche e altre arti decorative applicate dell'Europa occidentale (Francia, Germania, Austria, Italia, Grecia, Fiandre, Danimarca, Spagna), Oriente (Iran, Turchia, Giappone, Cina, India, Egitto, Medio Oriente) e Russia sono disponibili presso il museo.
Insieme ai tappeti, qui vengono esposti altri tipi di arti decorative e applicate dell'Azerbaigian, come diverse tecniche di ricamo, oggetti in metallo artistico, tessuti artistici, sculture in legno, gioielli, ecc. Il ricamo a filo d'oro del tipo "gulabatin" è ampiamente diffuso in tutto l'Azerbaigian. Şamaxı, Şuşa e Baku sono stati tradizionalmente centri per questo tipo di arte. Il velluto rosso e verde era la base per il ricamo dei fili d'oro e d'argento. I cappelli e i cosiddetti "arakhchins" erano decorati con rosette e medaglioni realizzati con petali e stelle stilizzati. Anche "arkhalig" e "kulaja" venivano ricamati con fili d'oro. Gli oggetti di diversa forma, dimensione e scopo ricamati con fili d'oro tra cui "arakhchins", fazzoletti, scarpe, etuis per pettini e cosmetici, coloranti per sopracciglia e ciglia, etuis per orologi, astucci per matite e molte altre cose sono esposte presso il Museo.

## Esposizioni
Sette delle stanze del primo edificio sono dotate di arte europea e dieci stanze sono dotate di arte russa. L'arte europea comprende opere italiane (Guercino, Leandro Bassano, Francesco Solimena, Lorenzo Bartolini), francesi (Jules Dupré, Gaspard Dughet, Pascal Dagnan-Bouveret, Jean-Joseph Benjamin-Constant), olandesi/fiamminghe (Frans Hals, Michiel van Mierevelt, Adriaen Brouwer, Adriaen van Ostade, Justus Sustermans, Pieter Claesz), tedesche (Johann Heinrich Roos, Friedrich August von Kaulbach) e polacche (Jan Styka).
Il secondo edificio costruito nel 1885 ospita l'arte orientale, rappresentata in particolare dall'arte persiana, turca, cinese e giapponese. L'arte russa è racchiusa in particolare nei dipinti di Karl Pavlovič Brjullov, Aleksej Gavrilovič Venecianov, Vasilij Vasil'evič Vereščagin, Isaak Il'ič Levitan, Vladimir Egorovič Makovskij, Valentin Aleksandrovič Serov, Vladimir Lukič Borovikovskij, Vasilij Andreevič Tropinin, Konstantin Alekseevič Korovin e Ivan Ivanovič Šiškin. Ci sono anche campioni restaurati di avanguardia russa.
Tra gli artisti azeri rappresentati vi sono i pittori Mir Möhsün Nəvvab, Bəhruz Kəngərli, Tahir Salahov, Əzim Əzimzadə, Salam Salamzade, Vidadi Nərimanbəyov, Mikayil Abdullayev, Toğrul Nərimanbəyov e lo scultore Ömər Eldarov. Le opere di Səttar Bəhlulzadə riempiono un'intera stanza.
Il museo ospita anche miniature di cavalletti e libri del XVII-XIX secolo, miniature laccate del XVIII-XIX secolo e una collezione di cucchiai di sorbetto, realizzati in gelso.
Le prime opere sono state ospitate da Mosca, San Pietroburgo e collezioni private. Le esposizioni del museo sono state esibite anche in Canada (1966), Cuba (1967), Siria (1968), Francia (1969), Cecoslovacchia, Algeria (entrambe nel 1970), Iraq (1971), etc.

## Collezione di arte antica e medievale dell'Azerbaigian
Questa collezione include lavori d'arte antica e medievale.

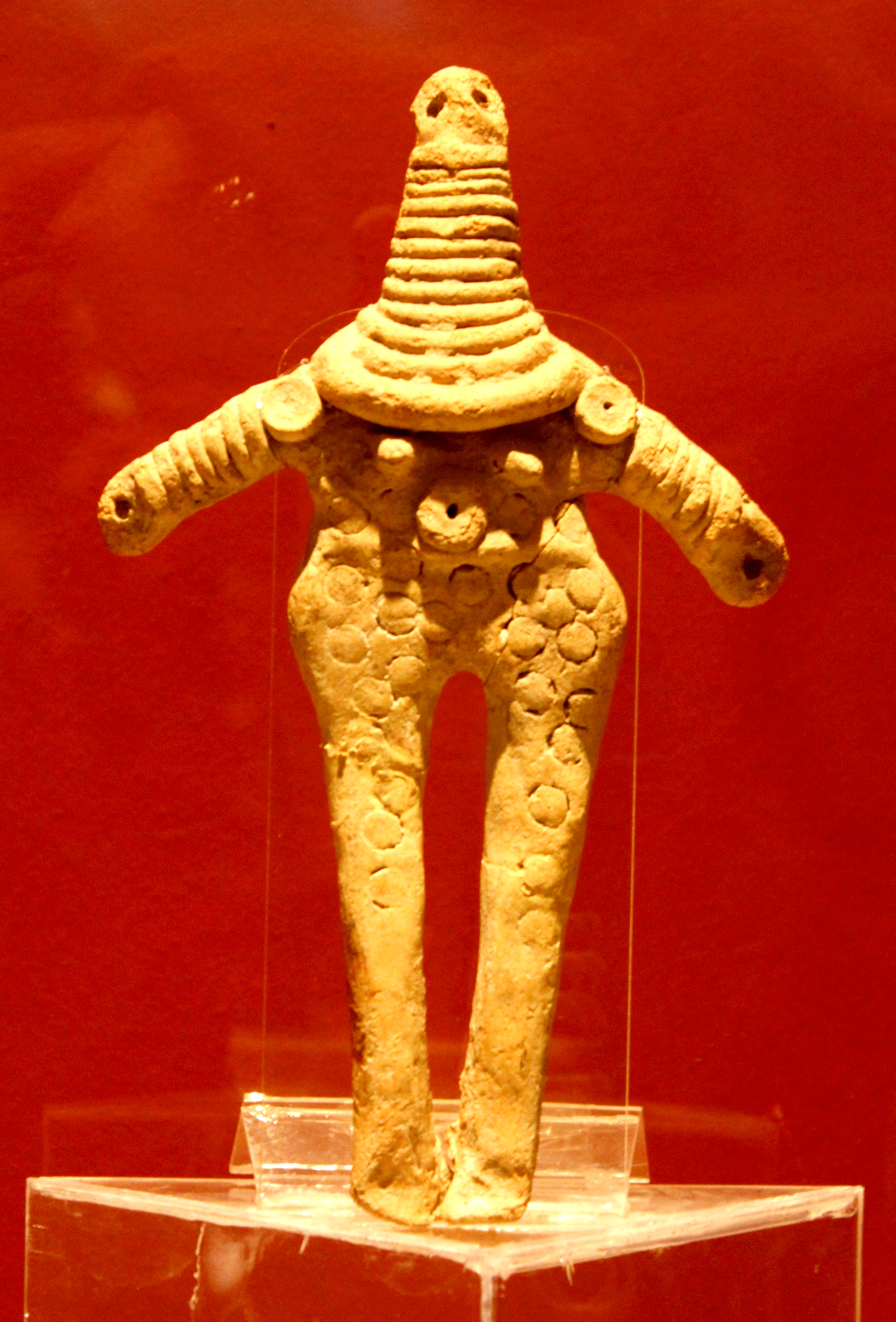
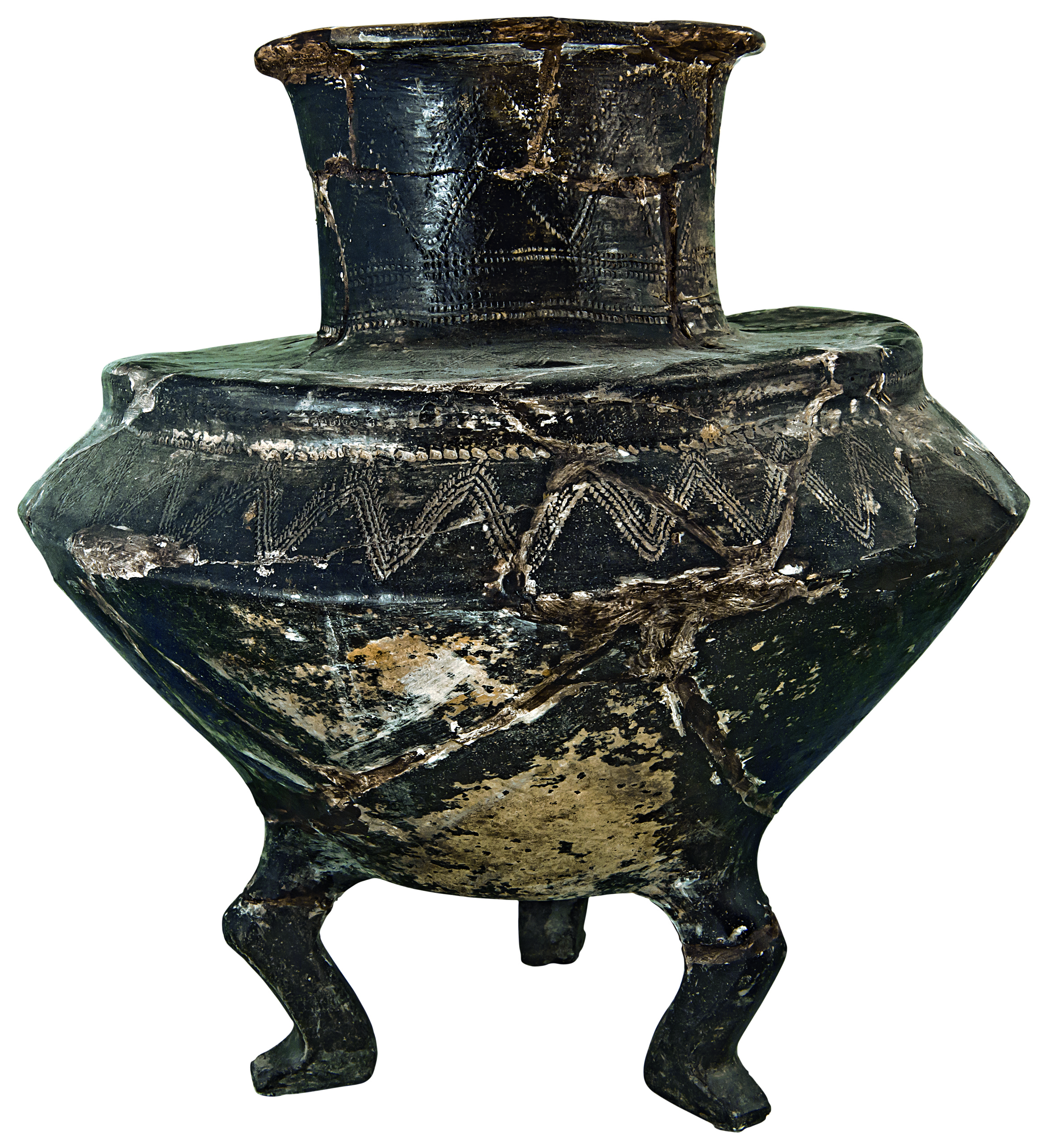
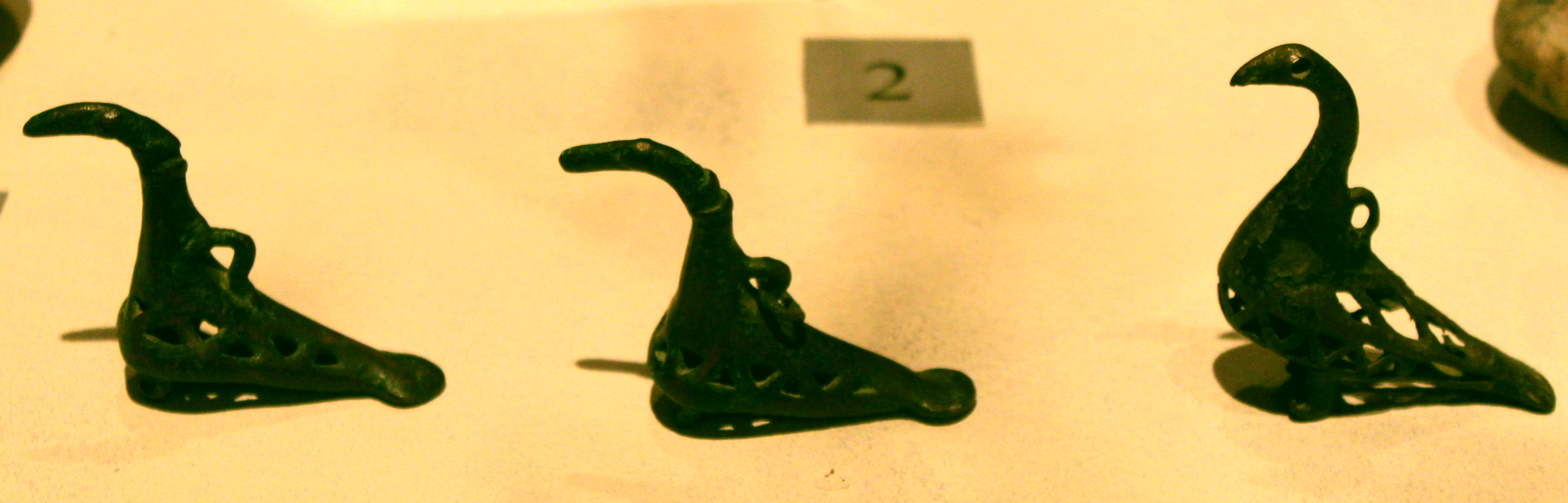
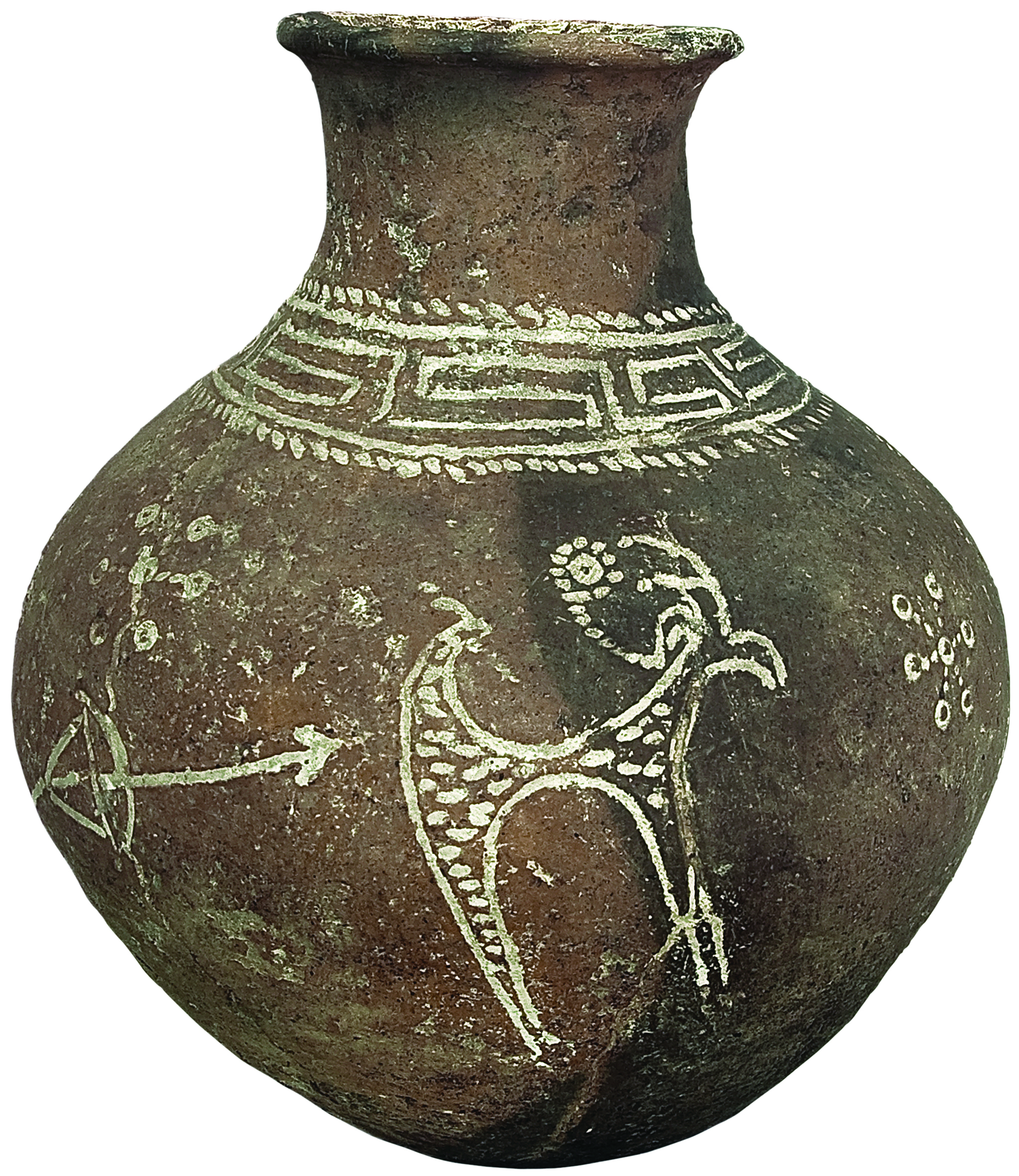

## Collezione di tappeti
Il museo presenta antichi tappeti provenienti da Ganja, Karabakh, Qazakh, Quba etc.

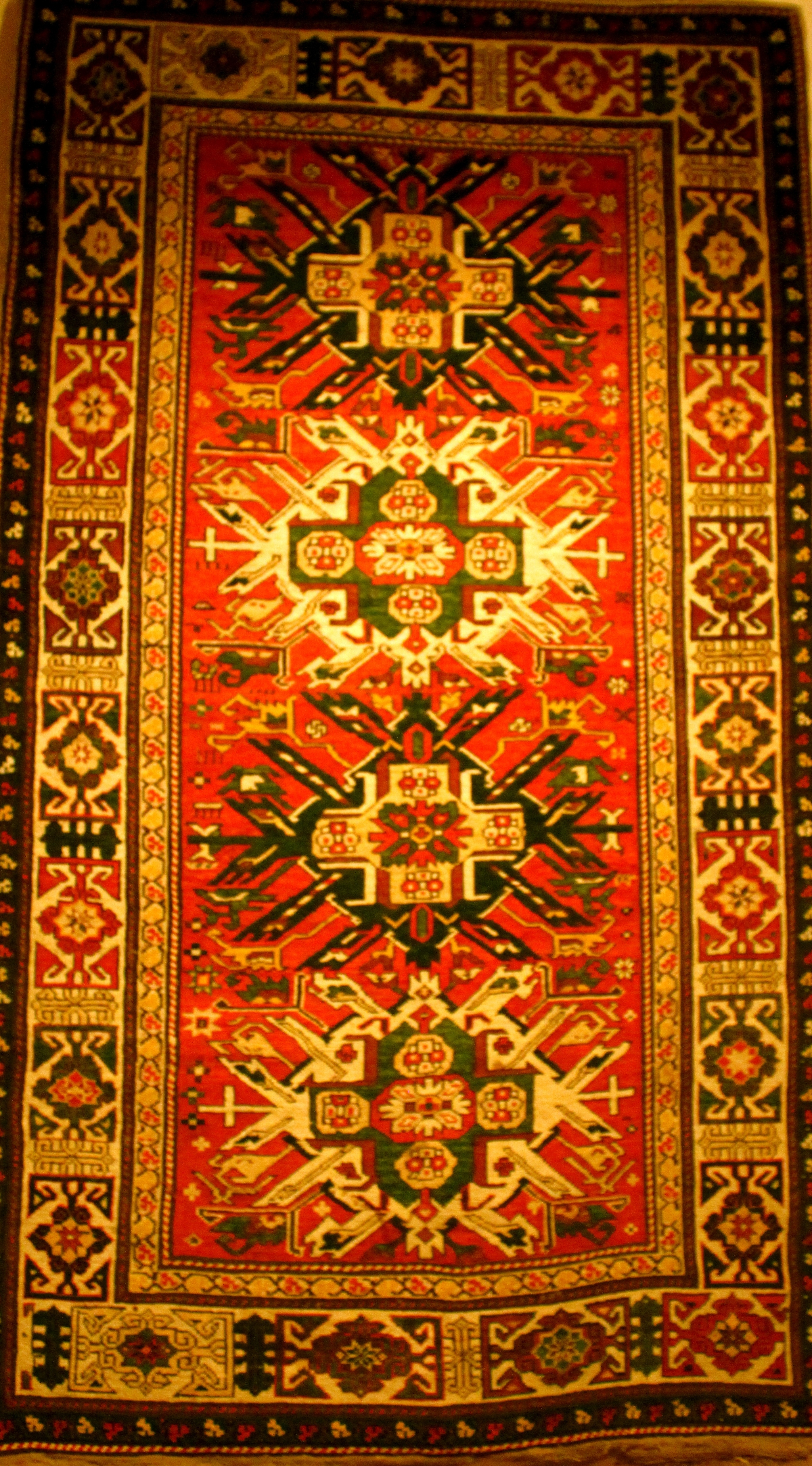
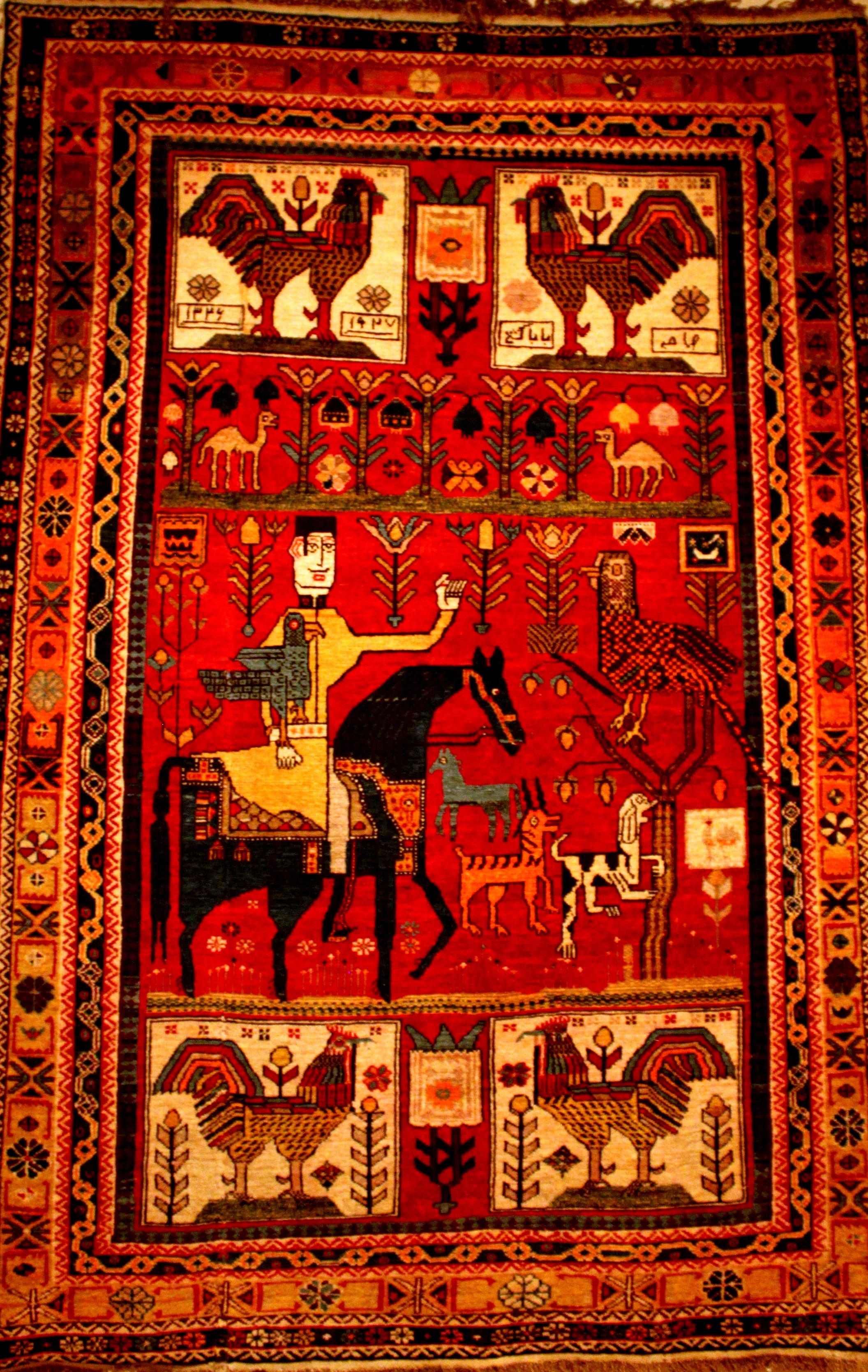
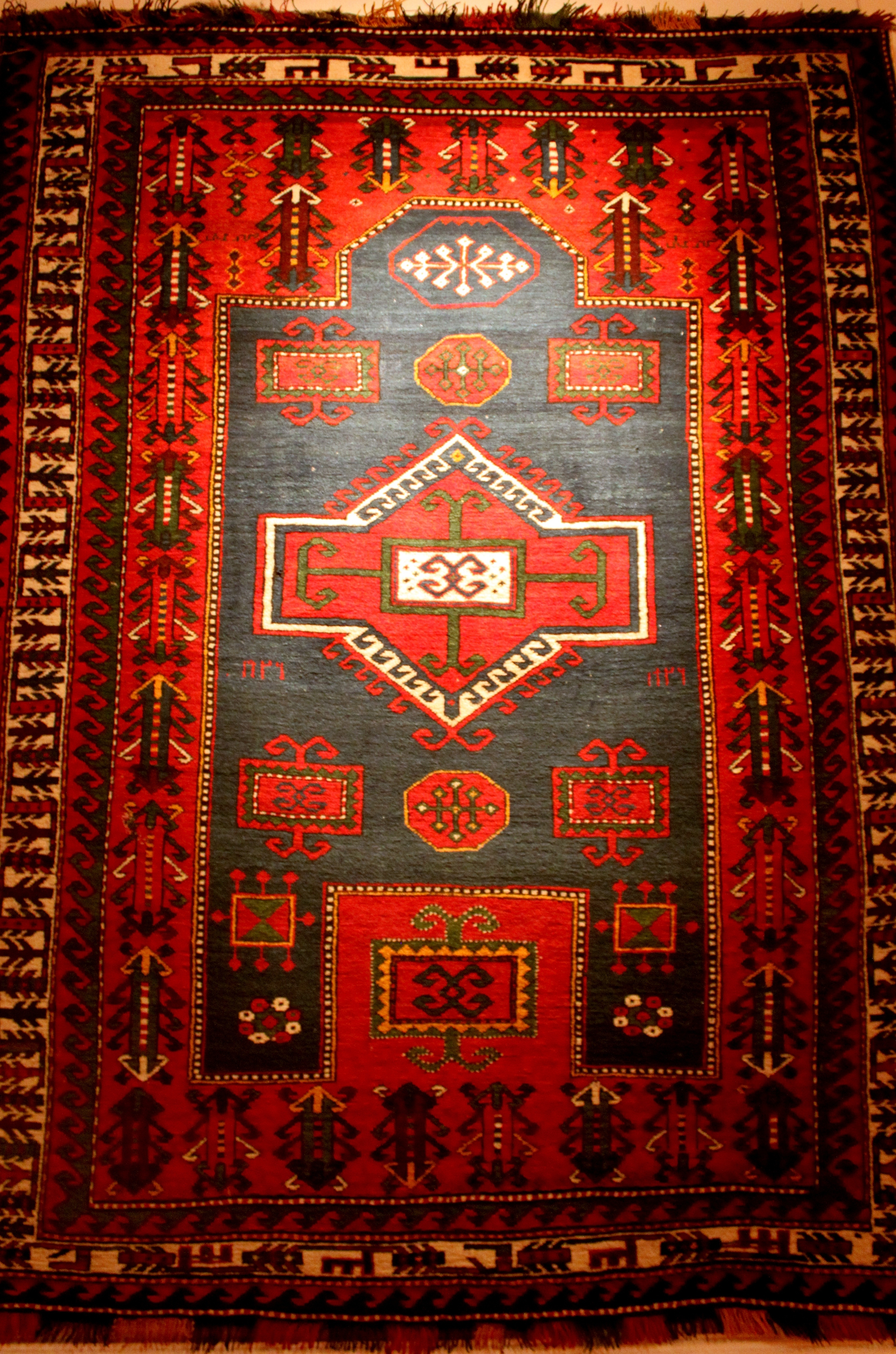

## Galleria d'immagini

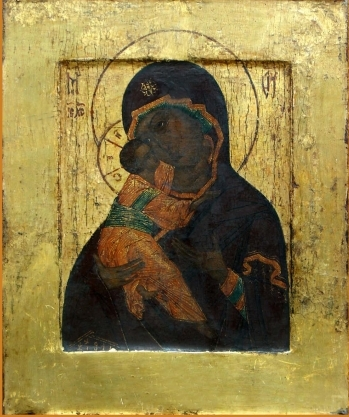
Theotokos di Vladimir, tardo XVI secolo
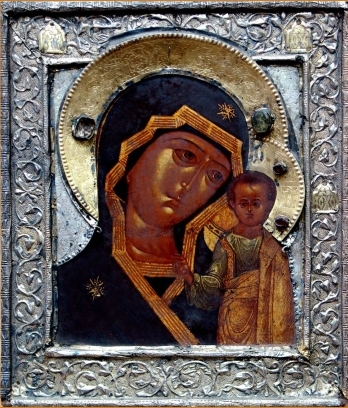
Madonna di Kazan', tardo XVII secolo
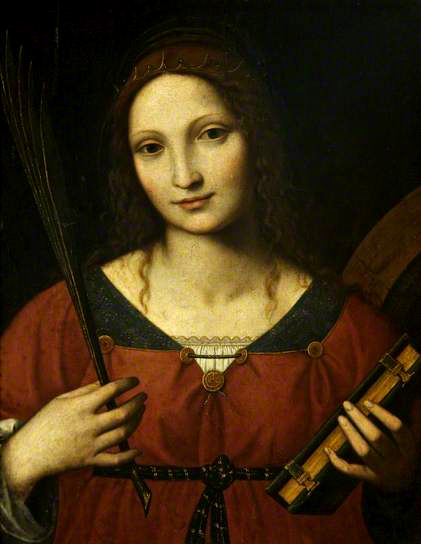
Bernardino Luini - Santa Caterina, XVI secolo
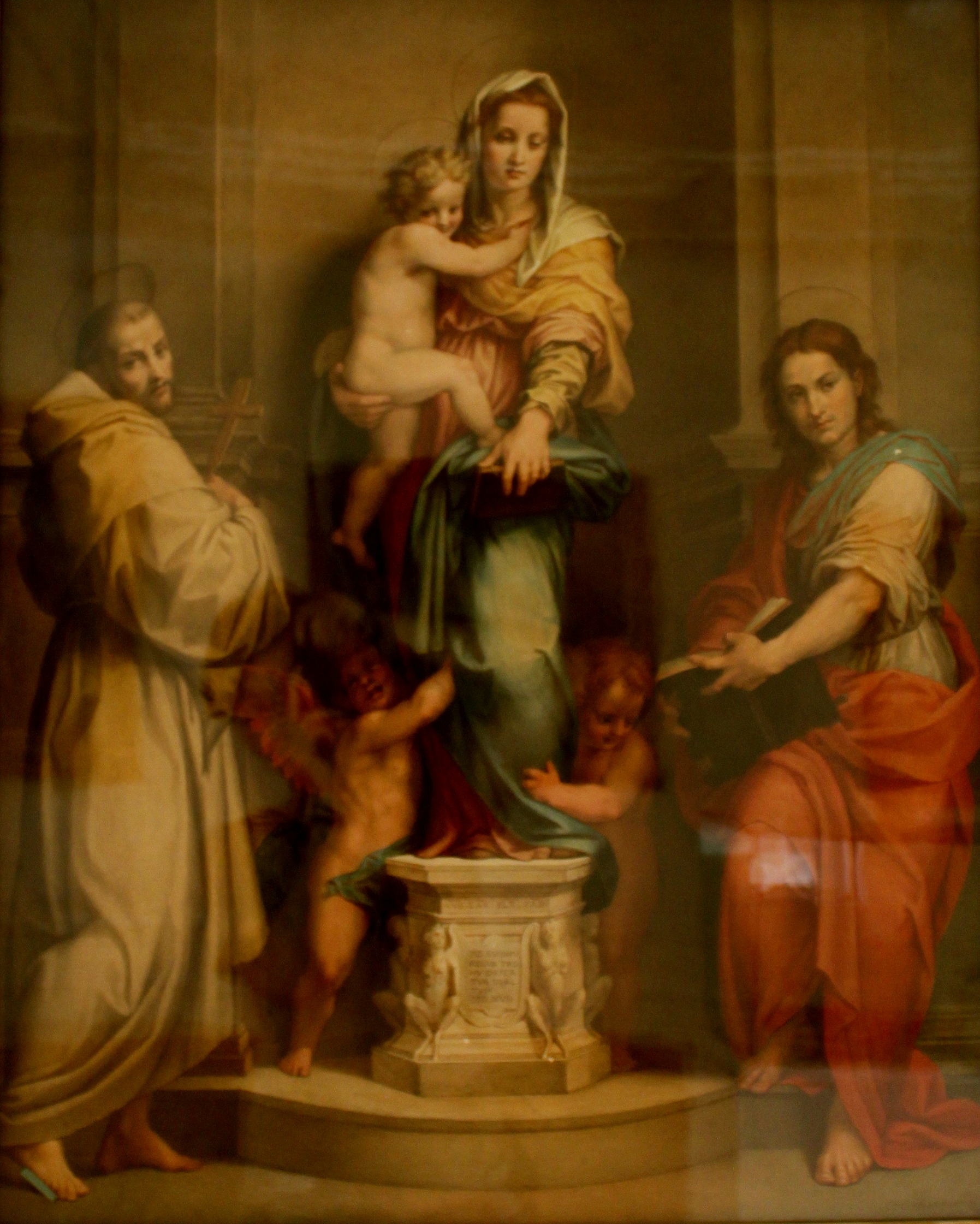
Andrea del Sarto - Madonna delle Arpie, 1517-1519
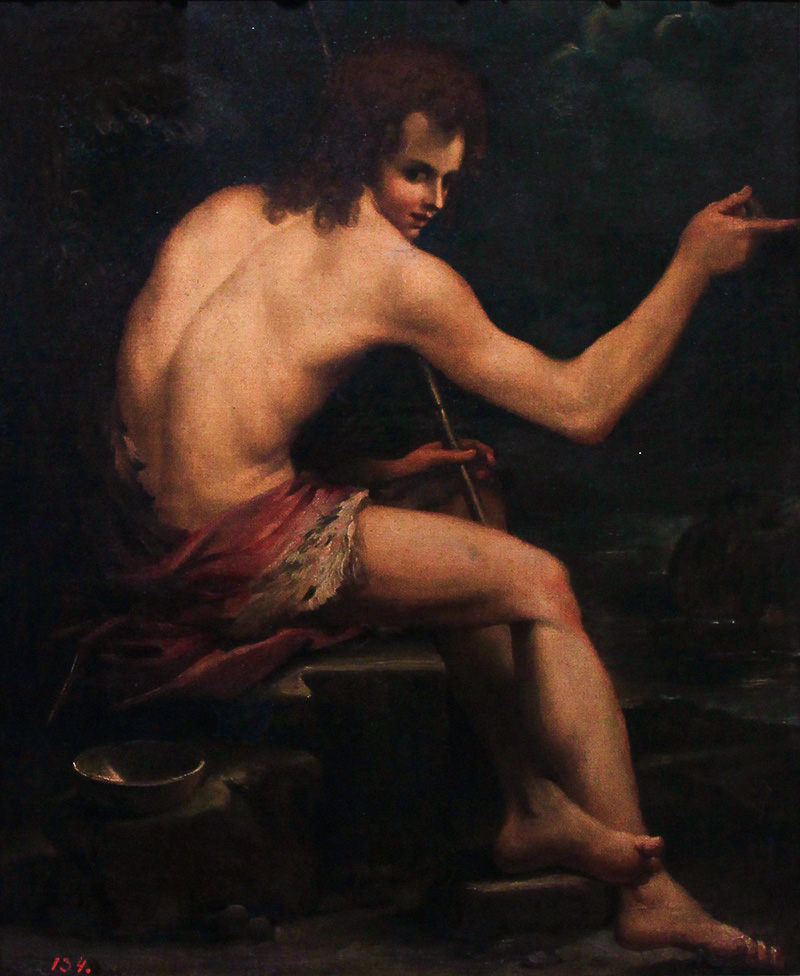
Bartolomeo Schedoni - Giovanni Battista, XVII secolo
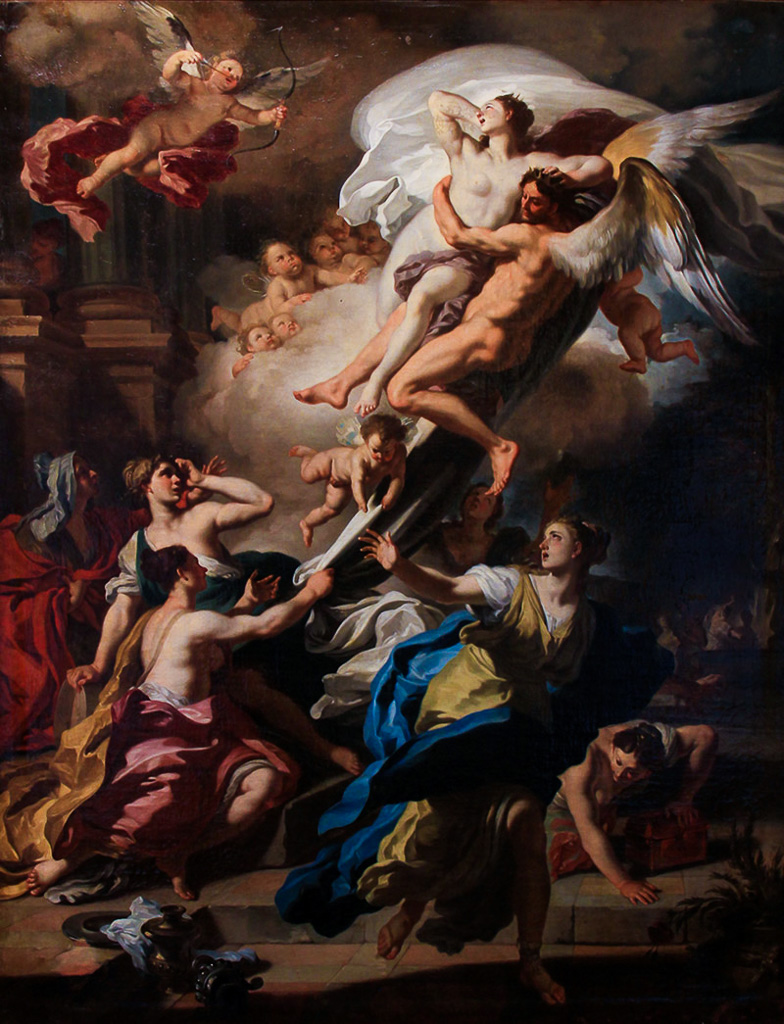
Francesco Solimena - Borea rapisce Orizia, figlia di Eretteo, 1729
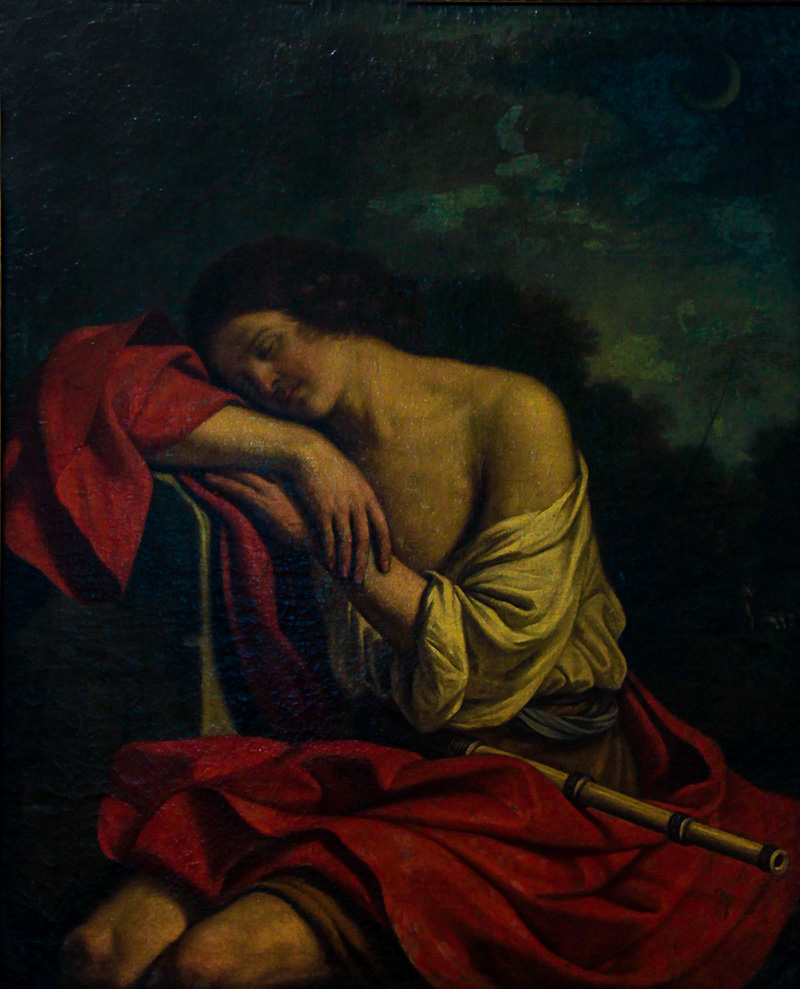
Guercino - Endimione dormiente, XVII secolo
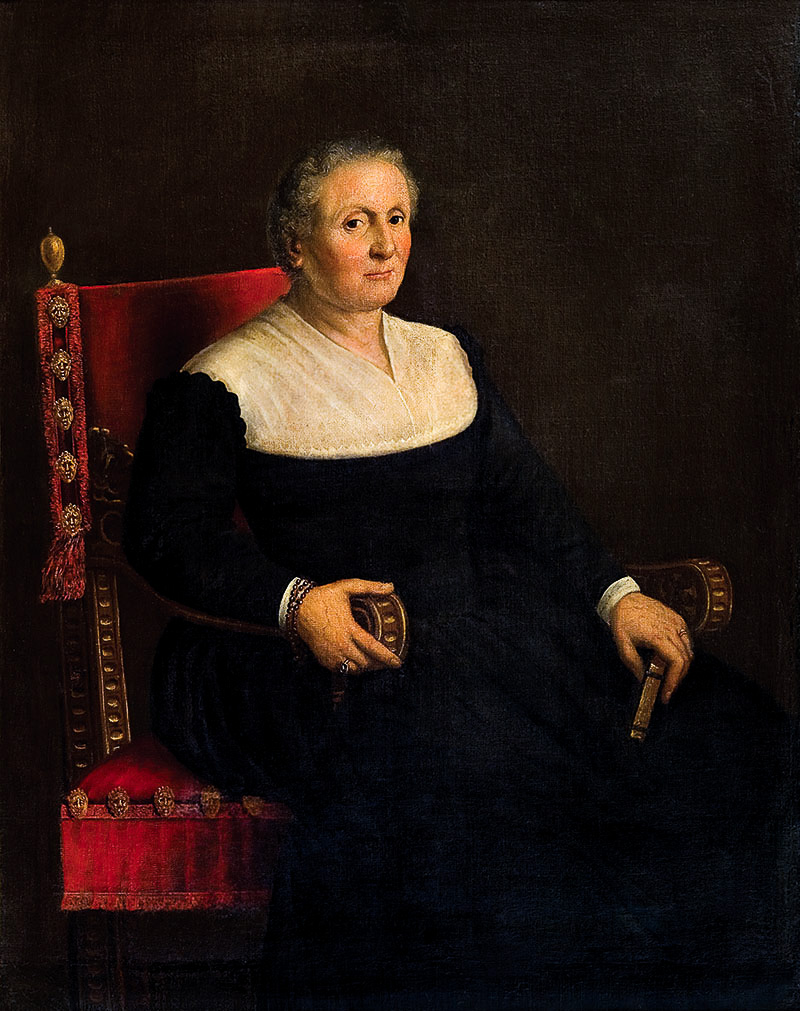
Leandro Bassano - Ritratto di vecchia donna
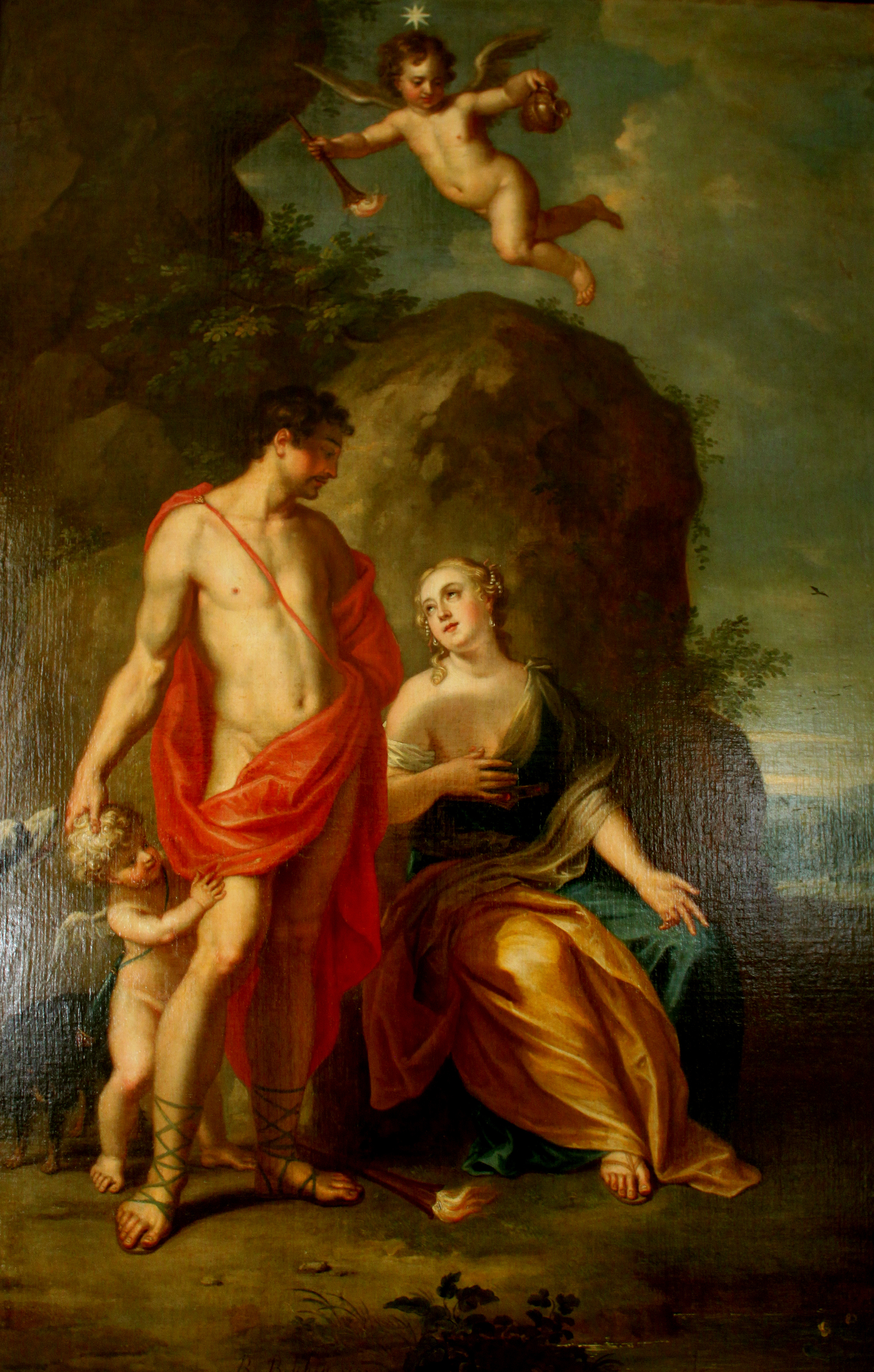
Balthasar Beschey - Venere e Adone
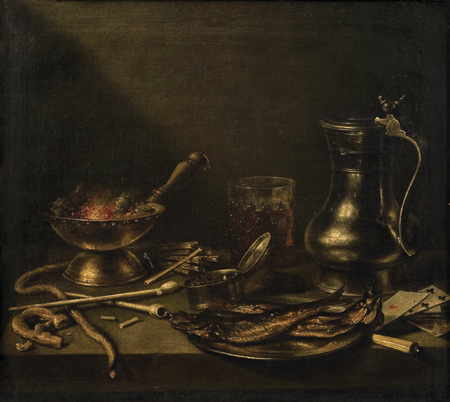
Pieter Claesz - Natura morta
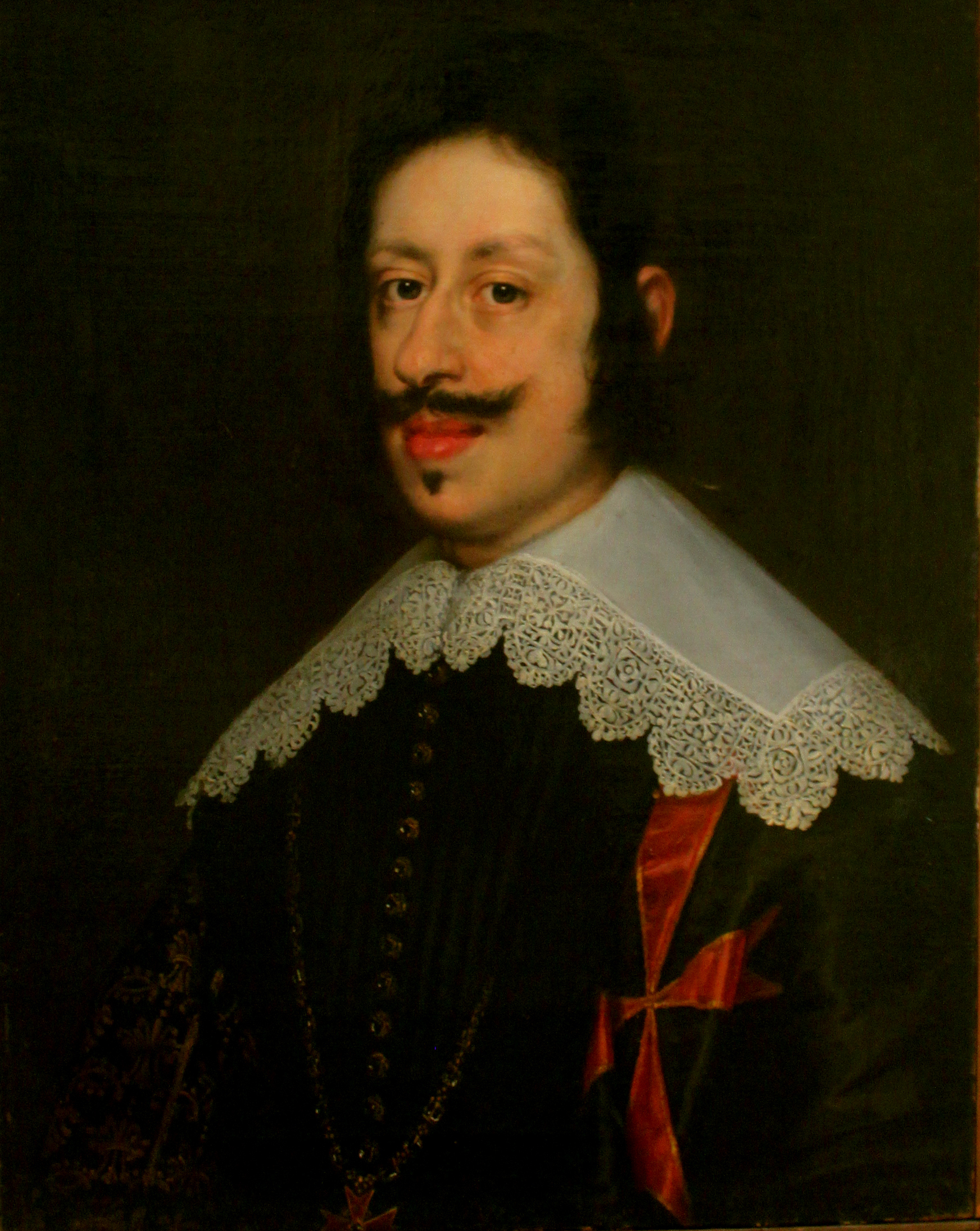
Justus Sustermans - Ritratto di F. Medici, XVII secolo
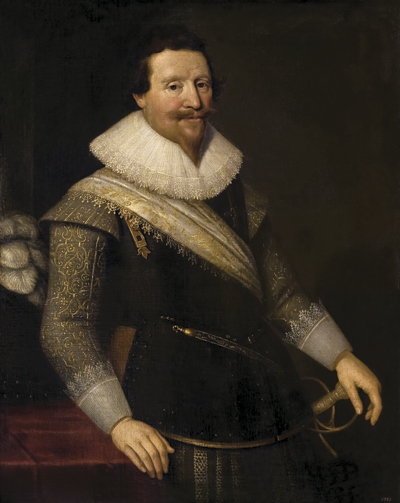
Michiel van Mierevelt - Ritratto del Duca di Wallenstein, XVII secolo
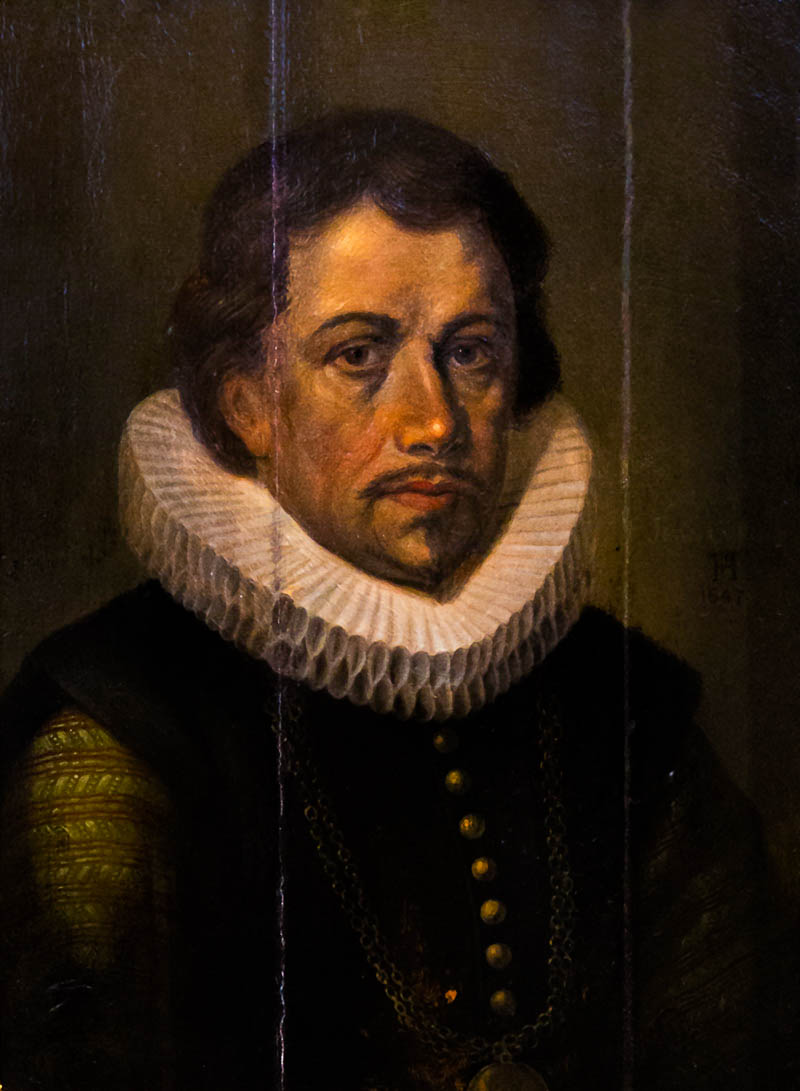
Frans Hals - Ritratto di uomo
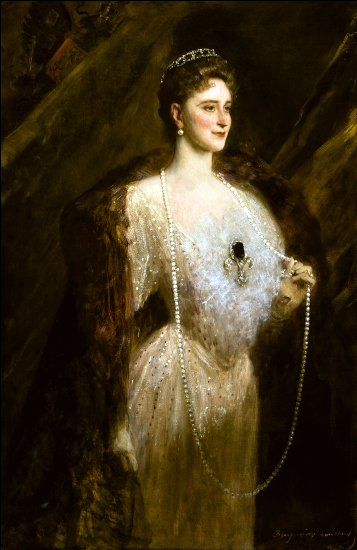
Jean-Joseph Benjamin-Constant - Ritratto dell'Imperatrice Alexandra Fëdrovna, XIX secolo
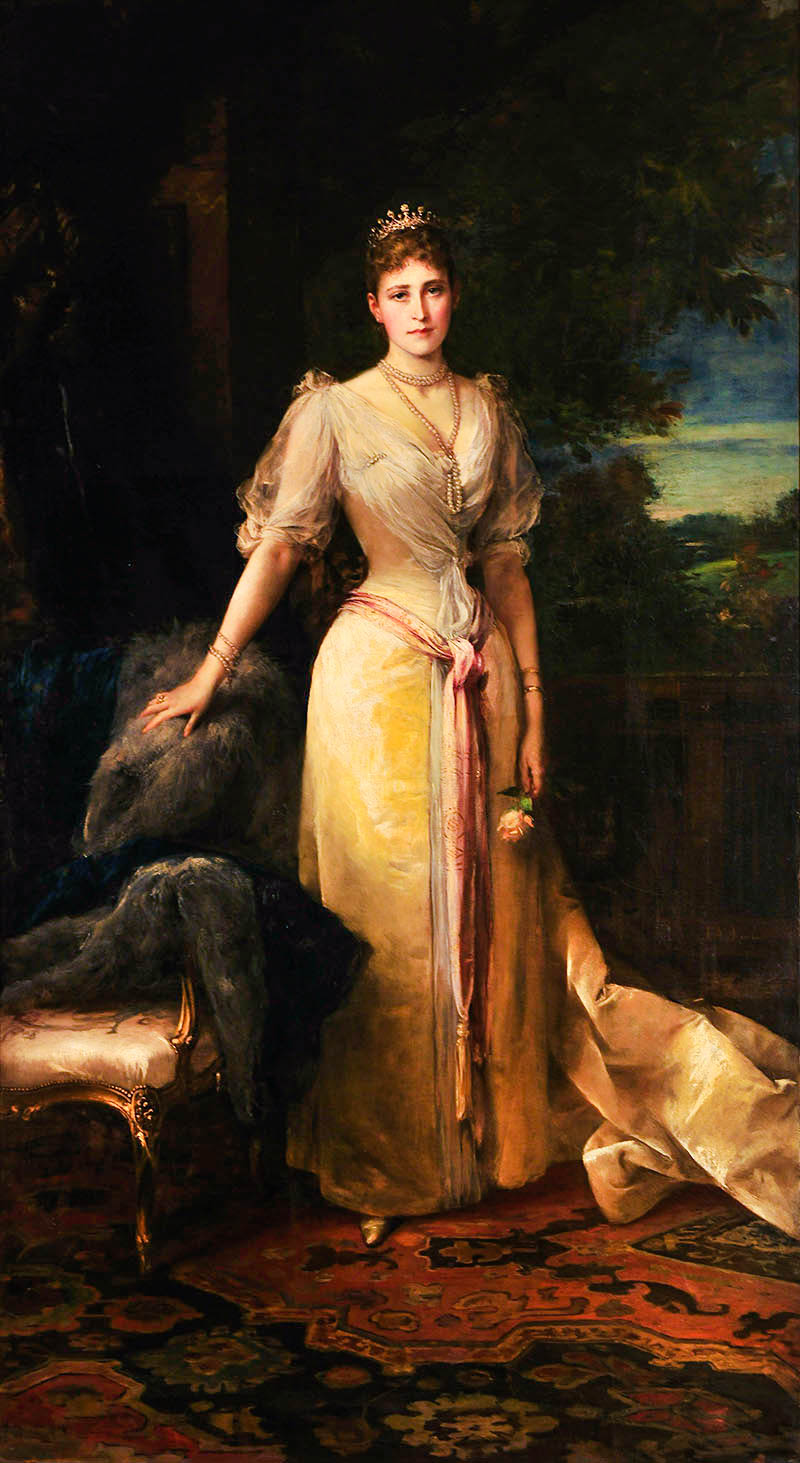
Friedrich August von Kaulbach -  Ritratto della Granduchessa Elisabeth Fëdorovna, XIX secolo
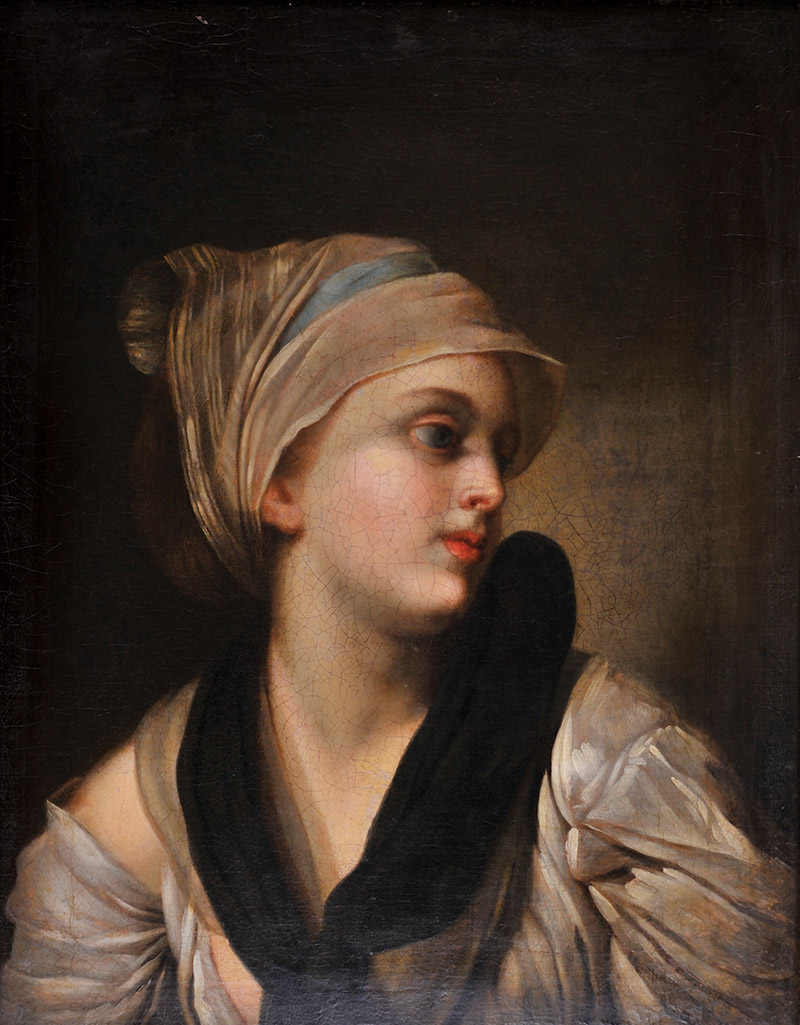
Jean-Baptiste Greuze - Ritratto di giovane donna, XVIII secolo
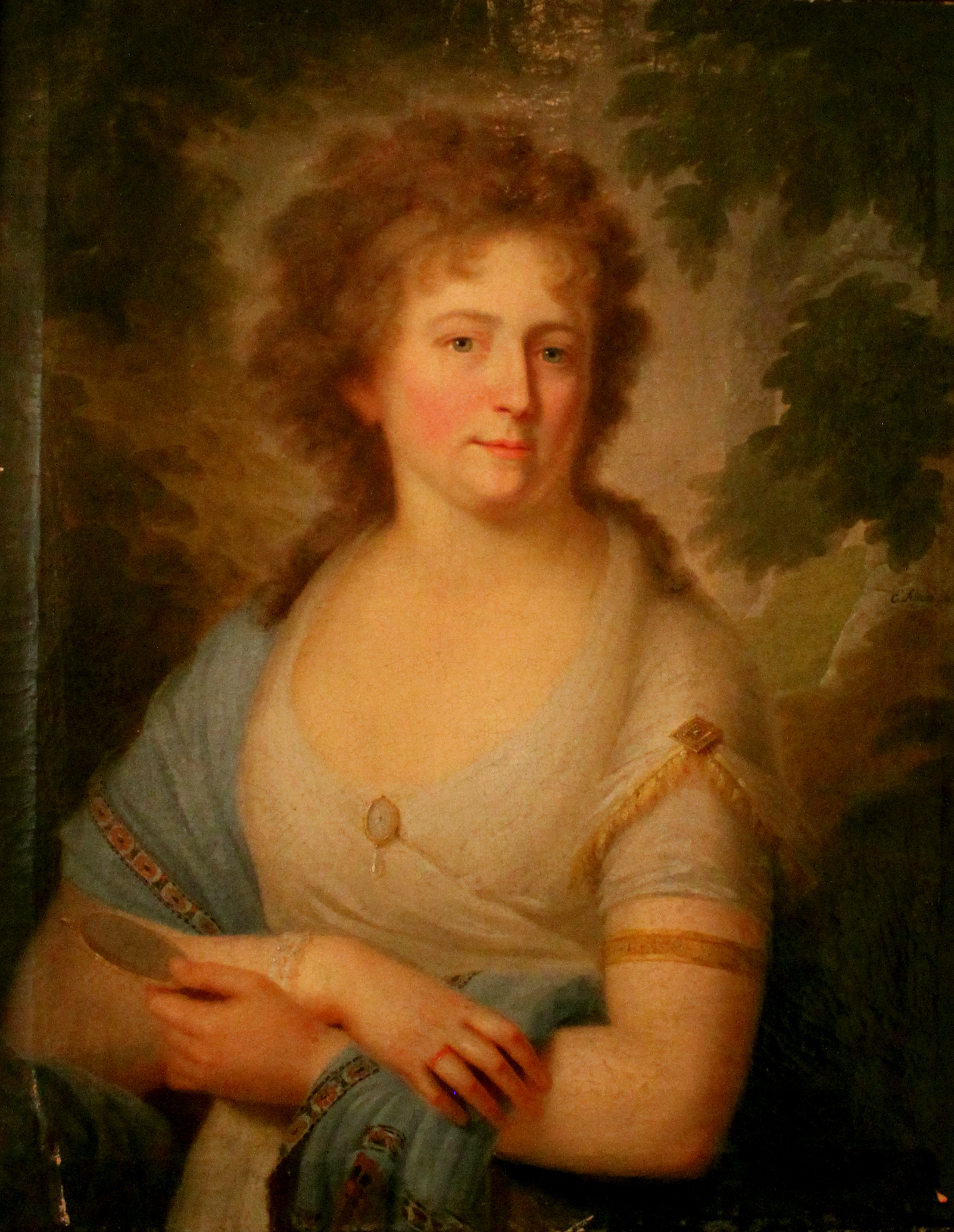
Eduard Joseph d'Alton - Ritratto di donna, XVIII secolo
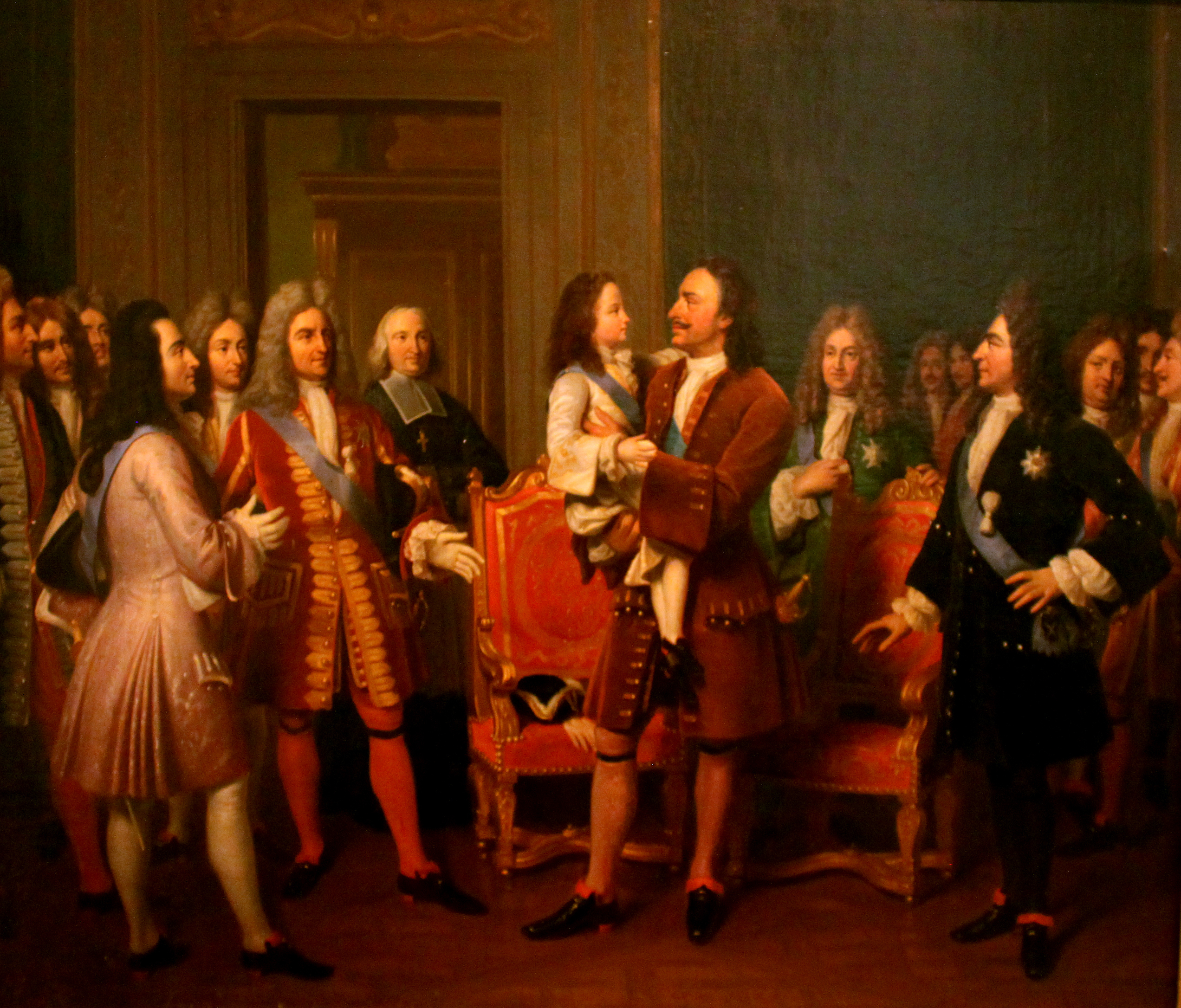
Louis Hersent - Pietro I di Russia e Luigi XV di Francia
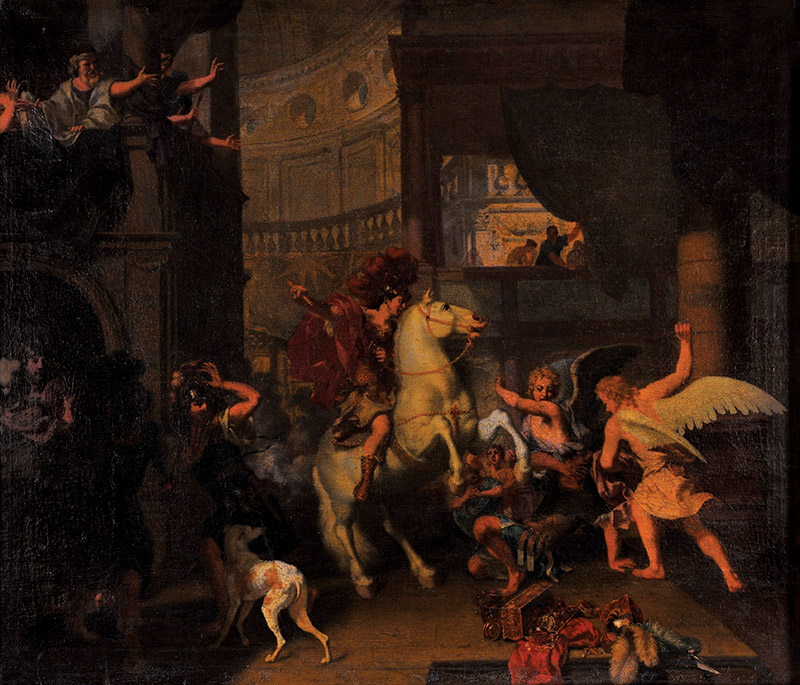
Charles Le Brun - Esilio di Iliadore
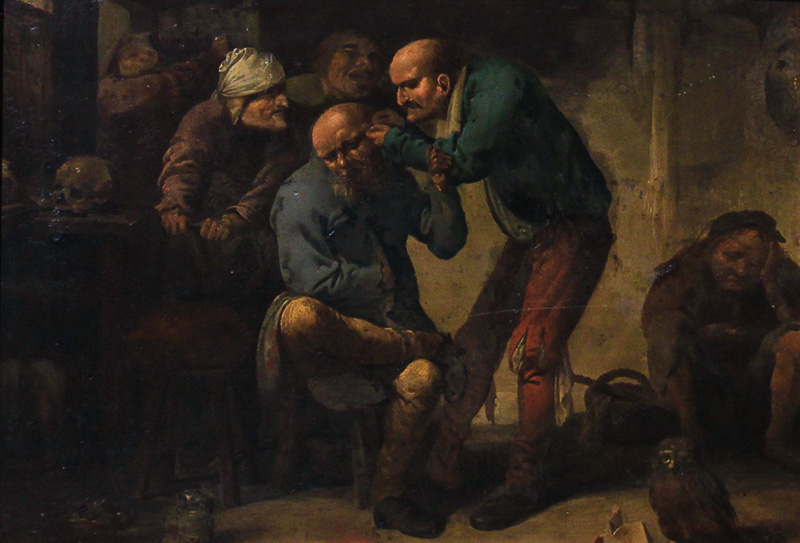
Adriaen Brouwer - Scena presso un chirurgo, XVII secolo
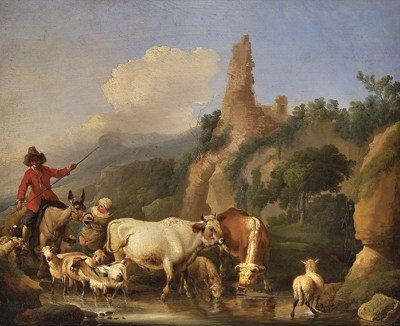
Johann Heinrich Roos - Mandria, 1676
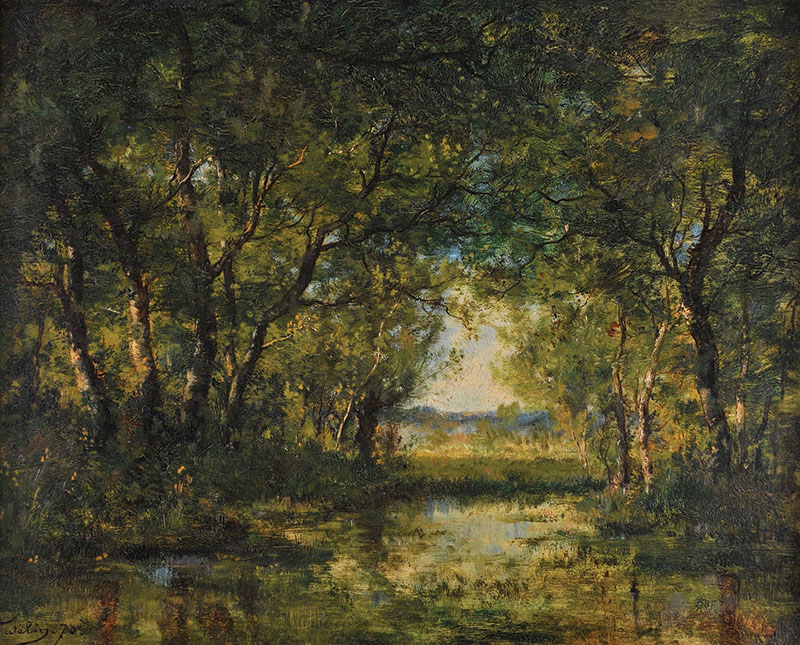
Louis Victor Watelin - Paesaggio, 1873
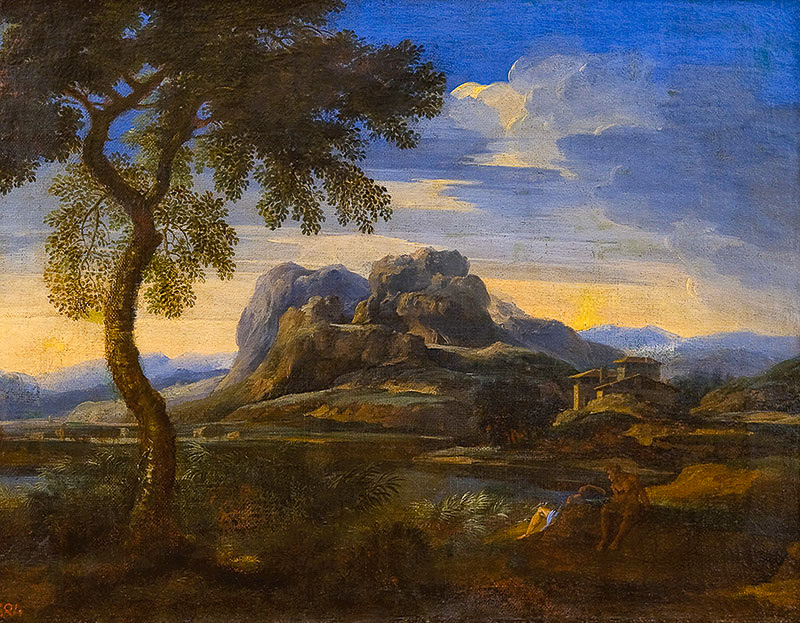
Gaspard Dughet - Paesaggio
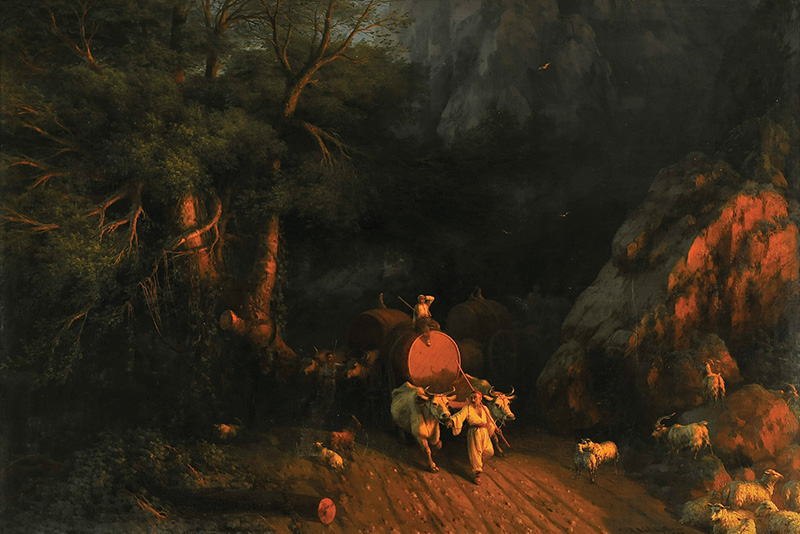
Ivan Konstantinovič Ajvazovskij - La strada nel bosco, 1857
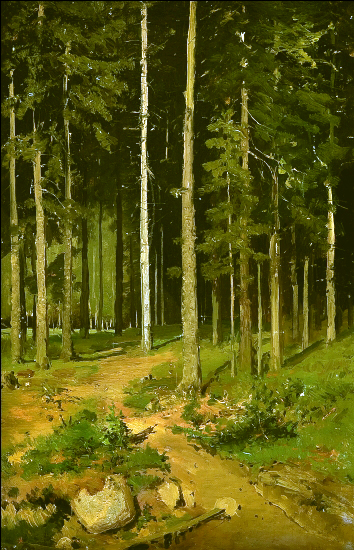
Ivan Ivanovič Šiškin - La strada nel bosco
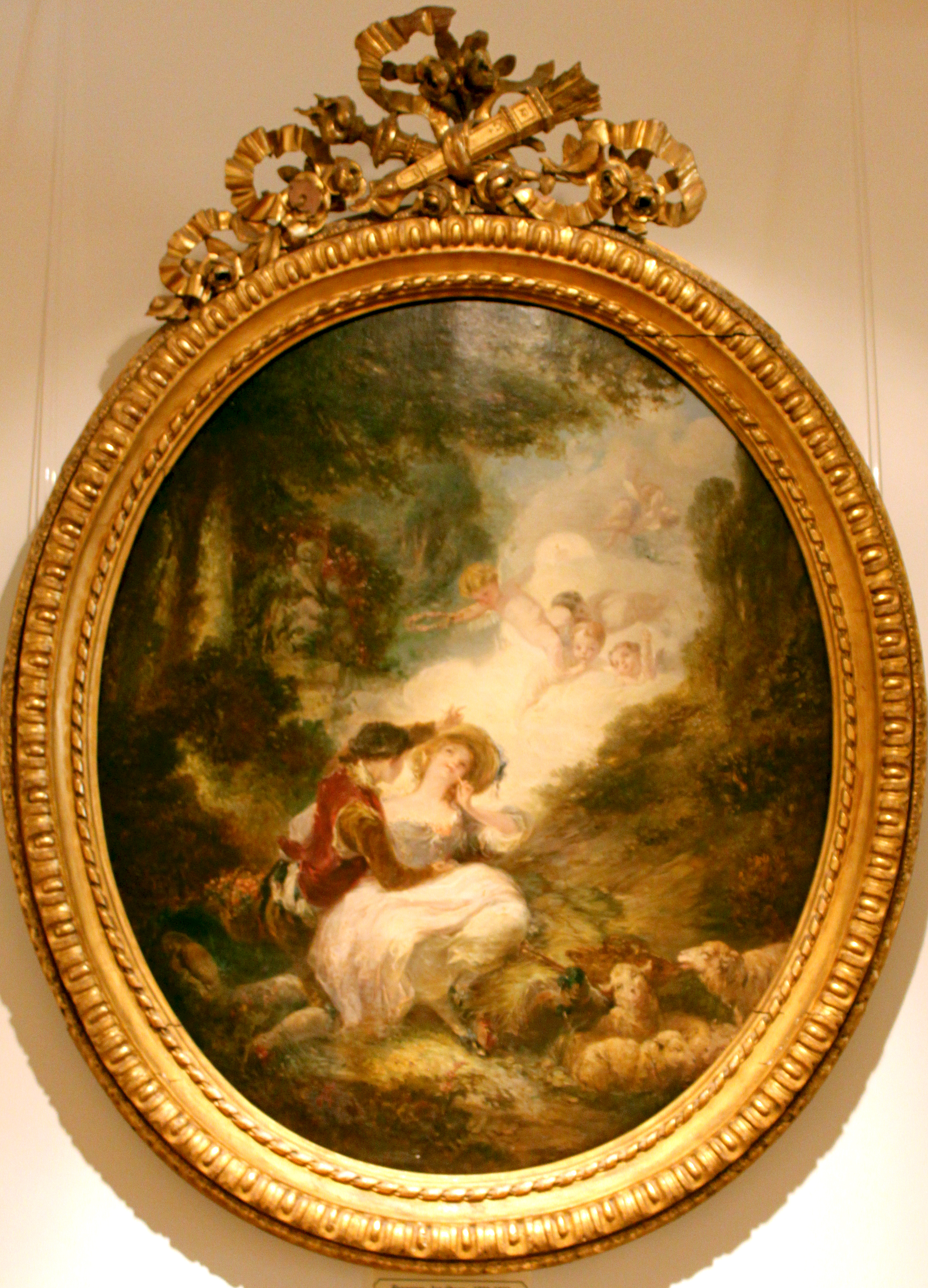
Jean-Honoré Fragonard - Pastorale
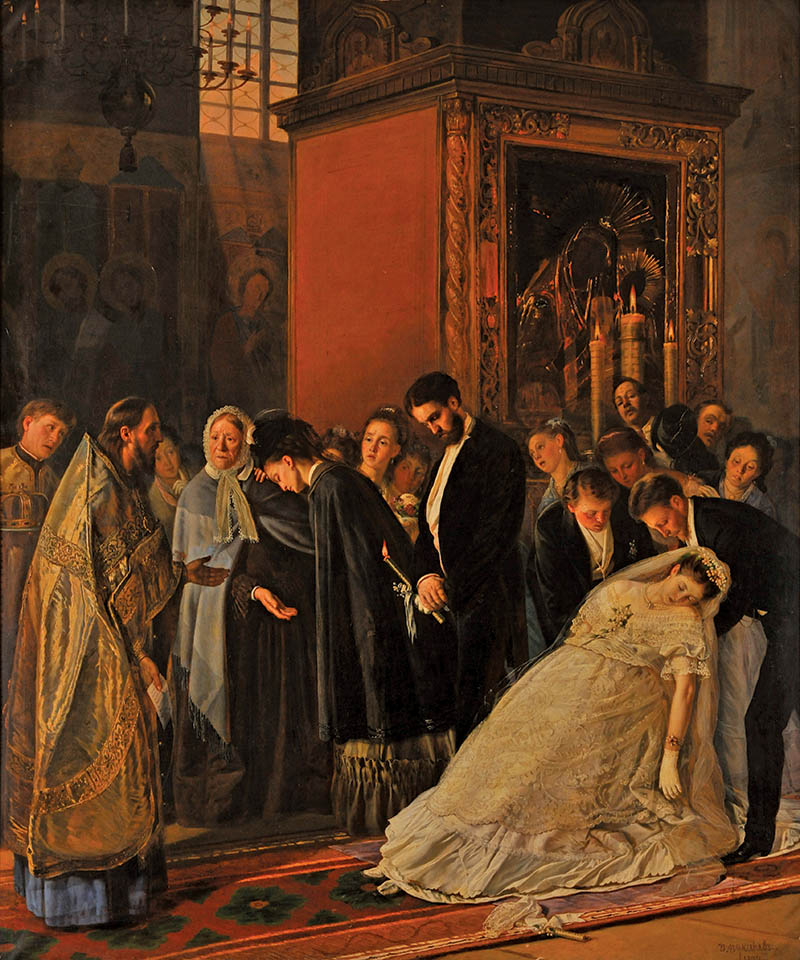
Vasili Pukirev - Matrimonio interrotto
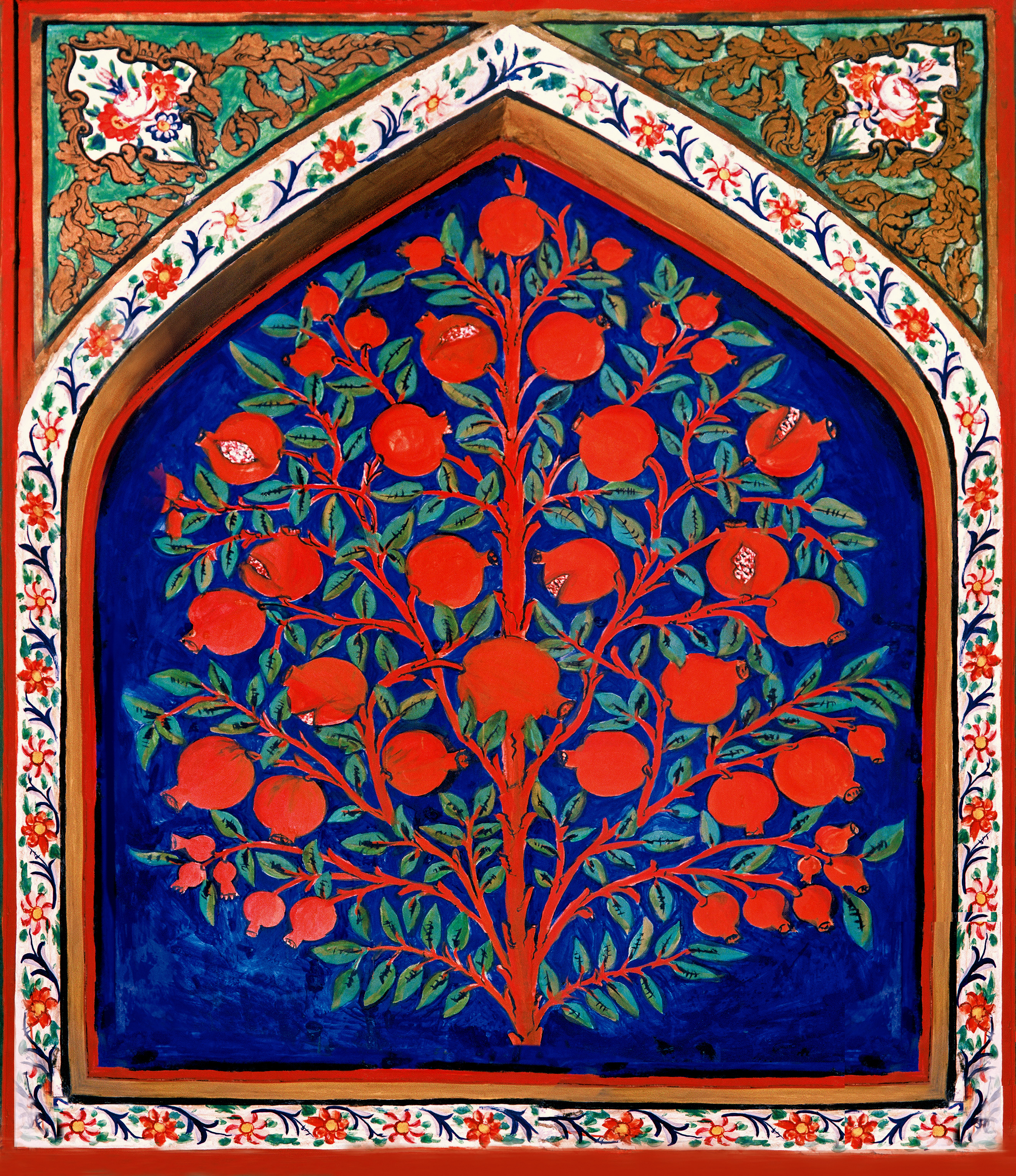
Usta Qəmbər Qarabağı - Albero della vita
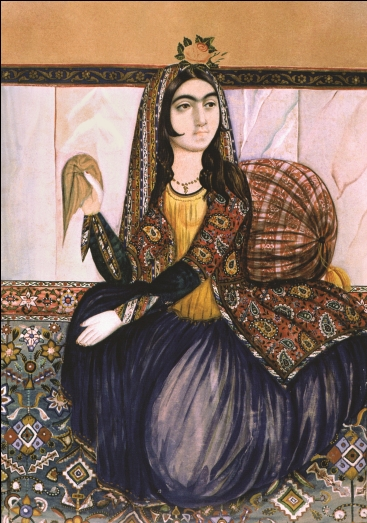
Mirzə Qədim İrəvani - Ritratto di donna seduta, 1870